# Karl Gall (Fußballspieler)
Karl Gall (* 5. Oktober 1905 in Wien; † 27. Februar 1943 bei Ramuschewo westlich Demjansk, Sowjetunion) war ein österreichischer Fußballspieler und Mitglied des Wunderteams.

## Leben und Karriere
Karl Gall kam vom HAC-Nordstern, bei dem er von 1925 bis 1928 spielte, zur Wiener Austria und galt zu seiner Zeit als ein brillanter Spieler mit überraschenden Einfällen und einem starken Offensivdrang. Von seiner Statur war er seinen Konkurrenten und Mitspielern unterlegen, machte dies jedoch durch seine starke und ausgereifte Technik wett. Er war ein Seitenläufer von exzellenter Klasse und ein blendender Dribbler. Seine Soloeinlagen waren berühmt und passten ganz zum seinerzeitigen Stil der Wiener Austria. Mit den Violetten aus Wien feierte er mit den Cupsiegen von 1935 und 1936 und den Mitropacupsiegen von 1933 und 1936 seine größten Erfolge auf Vereinsebene. Über den Titel eines österreichischen Meisters durfte sich Gall  nicht freuen. 1936 verließ Gall die Wiener Austria und spielte bis zum Ausbruch des Zweiten Weltkrieges als Profi in Frankreich. Nach seiner Rückkehr spielte er ab März 1941 für die Austria. 1942 bestritt er in einem Derby gegen den SK Rapid Wien sein letztes Spiel.
1931 wurde Karl Gall erstmals in die österreichische Nationalmannschaft einberufen und feierte sein Debüt am 12. April 1931 beim 2:1-Heimerfolg der Österreicher gegen die ČSR in Wien. Im Nationalteam hatte er in seinem Vereinskollegen Walter Nausch einen sehr starken Konkurrenten um seine Position, brachte es aber zwischen 1931 und 1936 insgesamt auf 11 Einsätze und gehörte auch zum Stamm des Wunderteams. Daneben absolvierte Karl Gall noch 20 Einsätze in anderen Auswahlmannschaften. Die Weltmeisterschaft von 1934 in Italien erlebte Gall nur als Zuschauer, erst 1936 feierte er in seinem letzten Auswahlspiel, wieder gegen die ČSR in Wien, ein kurzfristiges Comeback und den Abschied vom Nationalteam.
1942 wurde Karl Gall zum Kriegsdienst eingezogen und kam an die Ostfront. Am 27. Februar 1943 starb er im Alter von 38 Jahren in Russland durch eine Mine.

## Stationen
- 1925–1928 HAC-Nordstern
- 1928–1936 FK Austria Wien
- 1936–1939 FC Mulhouse (Frankreich)
- 1939–1942 FK Austria Wien

## Erfolge
- Mitropapokalsieger: 1933, 1936
- Österreichischer Cupsieger: 1935, 1936
- 11 Länderspiele für die österreichische Nationalmannschaft von 1931 bis 1936
- 11 Einsätze im Mitropa-Pokal für die Wiener Austria  von 1927 bis 1936